# Grundtjärnen (Överluleå socken, Norrbotten)
Grundtjärnen är en sjö i Bodens kommun i Norrbotten och ingår i Luleälvens huvudavrinningsområde. Sjön har en area på 0,031 kvadratkilometer och ligger 38,1 meter över havet.